# Чаб
Чаб (словац. Čab) — село, громада округу Нітра, Нітранський край. Кадастрова площа громади — 8.15 км².
Населення 798 осіб  (станом на 31 грудня 2019 року).

## Історія
Чаб згадується 1326 року.

## Населення
| Рік:            | 1994. | 2004. | 2014.   | 2024.   |
| --------------- | ----- | ----- | ------- | ------- |
| Кількість осіб: | 0     | 713   | 779     | 769     |
| Різниця:        |       | –     | +9,25 % | -1,28 % |

| Рік:            | 2023. | 2024.   |
| --------------- | ----- | ------- |
| Кількість осіб: | 780   | 769     |
| Різниця:        |       | -1,41 % |